# Calafatear

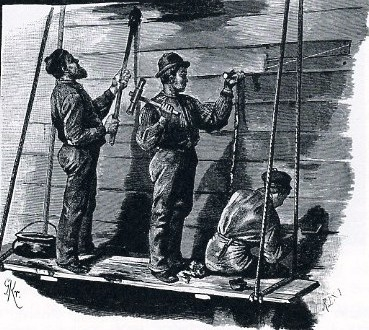
Tarea de calafateo.

En la construcción naval se denomina calafatear a la acción de introducir entre dos tablas del casco de madera una combinación de estopa de cáñamo embebida en brea a fin de evitar la entrada de agua. En la actualidad, también se utilizan productos sintéticos para realizar la operación.
Esta tarea debe realizarse periódicamente en las embarcaciones a fin de garantizar la estanqueidad de la misma.